# Il tuffatore
Il tuffatore è il secondo album del cantautore Flavio Giurato.

## Il disco
Come per il precedente Per futili motivi, anche Il tuffatore è un concept album: il tema questa volta è una storia d'amore, nata durante un torneo di tennis ("Tu sei nel mio cuore dal torneo di Orbetello/quando è libecciato e non si è giocato..."), con divagazioni sulla vita giovanile di quegli anni e, qui e là, alcuni spunti ironici ("Amore amore amore,/figliola non andare coi cantautori,/amore amore amore/che poi finisci nelle canzoni...").
La copertina del disco è completamente blu, con due disegni verdi, un tondo ed un tondo con una linea sulla destra.
A questo disco si sono ispirati alcuni noti scrittori italiani come Aldo Nove, Tiziano Scarpa, Paolo Nori, Fulvio Abbate ed altri per scrivere alcuni racconti, pubblicati nel 2004 nel volume Il tuffatore - Racconti e opinioni su Flavio Giurato.
L'album è presente nella classifica dei 100 dischi italiani più belli di sempre secondo Rolling Stone Italia alla posizione numero 84.

## Tracce
Lato A
Testi e musiche di Flavio Giurato.
1. Introduzione – 2:26
2. L'acchiappatore dell'acqua – 2:42
3. Orbetello – 3:06
4. Orbetello ali e nomi – 4:51
5. La stanza del mezzosogno – 1:30
6. Valterchiari – 3:39

Durata totale: 18:14
Lato B
Testi e musiche di Flavio Giurato.
1. Marcia nuziale – 4:42
2. Il coro dei ragazzi – 1:11
3. Simone – 2:59
4. Il tuffatore – 1:37
5. La scuola di congas – 3:45
6. Notte di concerto – 4:35

Durata totale: 18:49

## Formazione
- Flavio Giurato: voce, chitarra
- Massimo Buzzi: batteria
- Dino Kappa: basso
- Toto Torquati: tastiera
- Roberto Ricci: basso
- Piero Tievoli: chitarra
- Ray Cooper: percussioni
- Maurizio Galli: basso
- Mel Collins: sax